# TOHOKU STARTUPS SELECTION
『TOHOKU STARTUPS SELECTION』（トウホク・スタートアップ・セレクション）は、2023年3月から東北放送などで放送されているラジオの経済番組。

## 概要
関東圏で放送されてきた『STARTUPS SELECTION TOKYO』の東北版として青森県・岩手県・秋田県・宮城県・福島県・山形県のスタートアップ起業家を取り上げる地域情報番組。
この番組は、スタートアップ起業家をゲストとしてお招きしてビジネスの裏側や成功の秘訣についてざっくばらんに聞いていくビジネス・トーク・バラエティ。
2023年3月よりスポット放送としてスタート。

## 放送時間
2023年3月現在の放送時刻。
| 放送地域 | 放送局          | 放送時間           | 備考         |
| -------- | --------------- | ------------------ | ------------ |
| 宮城県   | 東北放送（TBC） | 日曜 17:00 - 17:30 | （スポット） |

## パーソナリティ
- 名久井麻利
- 漆畑慶将

## 関連番組
- STARTUPS SELECTION TOKYO - 2021年から東京のコミュニティFMの一部で放送されている番組。ここでの番組構成などを元にして東北版にカスタマイズして展開している。ただし、STARTUPS SELECTION TOKYOは30分番組である。
- HOKKAIDO STARTUPS SELECTION - 2022年から北海道のSTVラジオで放送されている番組。
- SETOUCHI STARTUPS SELECTION - 2022年から広島道の中国放送で放送されている番組。
- CHUBU STARTUPS SELECTION - 2023年から愛知県のCBCラジオで放送されている番組。